# Joel Murray (basketballer)
Joel Murray (23 november 1999) is een Amerikaans basketballer.

## Carrière
Murray zou aanvankelijk collegebasketbal gaan spelen voor de Independence Pirates maar kreeg toch een kans bij West Texas A&M Buffaloes waar hij speelde van 2018 tot 2021. In 2021 ging hij collegebasketbal spelen voor de Long Beach State Beach. Hij had zich in 2022 eerst kandidaat gesteld voor de NBA draft maar trok zich later terug. Door een blessure in zijn laatste seizoen moest hij door een operatie tien maanden aan de kant staan. Hij trainde daarna nog mee met de Long Beach State Beach.
In mei 2024 tekende hij bij het Australische Mandurah Magic waarmee hij deelnam in de NBL1 West. Hij werd met hen kampioen en werd verkozen tot beste speler. Hij tekende voor het seizoen 2024/25 bij het Nederlandse LWD Basket, aan het einde van het seizoen werd hij genomineerd voor de BNXT League Sixth Man of the Year maar won niet. Hij tekende voor het seizoen 2025/26 bij de Belgische eersteklasser Antwerp Giants.

## Erelijst
- NBL1 West-kampioen: 2024
- NBL1 West Grand Final MVP: 2024
- NBL1 West MVP Award: 2024
- All-NBL1 West First Team: 2024